# Margot Barolo
Margot Sucksdorff Barolo, född 1971 i Stockholm, är en svensk designer och erhållit många utmärkelser genom åren för sin design.

## Biografi
Margot Barolo är utbildad produktdesigner på Beckmans designhögskola och har en masterexamen i Keramik och glas på Konstfack. Hon har drivit egen designstudio sedan år 2000. Hon har arbetat med företag, egen produktion och gestaltningsuppdrag.
Margot Barolo har arbetat med flera svenska företag, bland andra Höganäs Keramik, Rörstrand, Klässbols linneväveri, Svenskt Tenn och Iris Hantverk. Hon har tillsammans med arkitekten och textilformgivaren Ulrika Mårtensson gjort verk för Gävle sjukhus.
Margot Barolo har också ett stort engagemang i frågor som rör produktion som var tema i hennes masterarbete Brave New Production (2010). Essän har använts som kurslitteratur på flera konstnärliga högskolor. Det konstnärliga forskningsprojektet No Innocent Objects (2012) utvecklade tankarna om hur produktion aldrig kan verka isolerat. Margot Barolo är aktiv i organisationen Konstnärernas Riksorganisation (KRO) sedan 2015, och valdes till KRO:s vice ordförande 2019.
Sedan 2015 är hon programansvarig lektor för Form på Beckmans Designhögskola.